# Gemfibrozilo
El gemfibrozilo o genfibrocilo es una sustancia derivada del ácido fíbrico, que se utiliza para disminuir los niveles de triglicéridos (TG) en sangre. Al igual que otros fibratos activa el factor de transcripción PPAR-α. Esto promueve la oxidación de ácidos grasos y estimula la actividad LPL, lo que reduce los TG, y aumenta la síntesis de apoproteínas de las HDL, lo que incrementa las cifras de colesterol HDL (cHDL). En promedio, los fibratos reducen los TG un 36% y aumentan el cHDL un 8%.

## Farmacocinética
El gemfibrozilo es un inhibidor in vitro de las isoenzimas CYP2C9 y CYP2C8 del citocromo p450, con más intensidad la primera que la segunda. Sin embargo in vivo se aprecia una elevada actividad sobre la CYP2C8. Según recientes estudios, esto se debe a la aparición de un metabolito activo fruto de la glucuronidación hepática: el gemfibrozilo 1-O-β-glucurónido. Este fenómeno tendrá implicaciones a la hora de valorar posibles interacciones con otros sustratos del CYP2C8 como la cerivastatina, repaglinida, rosiglitazona y la pioglitazona.
Se absorbe rápida y completamente en el tracto gastrointestinal, produciéndose una reducción en presencia de alimento. Su unión a proteínas plasmáticas es de aproximadamente de 95%.
La eliminación del gemfibrozilo es rápida y se realiza por vía renal en un 95% y una pequeña parte por las heces. La vida media es de hora y media.

## Farmacodinamia
Los PPAR son receptores nucleares que unen ligandos naturales o sintéticos, forman heterodímeros con otro receptor nuclear y de esta forma regulan, es decir, aumentan o inhiben, la expresión de ciertos genes. Existen PPAR alfa, beta y gamma y los fibratos se unen específicamente a los alfa, salvo el que se une a los tres.
La estimulación de los PPAR-alfa:
- Inhibe la expresión de la APOC3, que a su vez inhibe la LPL responsable de la hidrólisis intravascular de los triglicéridos (TG). Por tanto, aumenta la actividad de la LPL.
- Los fibratos más modernos como el bezafibrato y el gemfibrozilo reducen en general las LDL, al estimular no sólo la LPL, sino la lipasa hepática.[3]
- Lleva a un aumento de la síntesis de Apo A1 y de la APOA2, en consecuencia, del HDL.[4]
- Efectos extralipídicos: los fibratos reducen la expresión de endotelina 1, que es un potente vasoconstrictor, lo que determina una mejoría de la función endotelial. También por este mecanismo, los fibratos reducen la expresión de citoquinas, especialmente de la IL-1 y la IL-6, de modo que también se podría atribuir a estos fármacos un efecto antiinflamatorio. Se sabe, además, que, mediante PPAR alfa, algunos fibratos pueden reducir la expresión del fibrinógeno; de esta manera podrían ejercer un efecto antitrombótico.[5]
- Algunos fibratos aumentan la excreción de colesterol por la bilis, lo cual puede favorecer la litogénesis.[6]

## Indicaciones
Trastornos del metabolismo lipídico (triglicéridos, colesterol, o ambos) junto con medidas no farmacológicas.
- Dislipidemia mixta.
- Hipercolesterolemia primaria.

## Contraindicaciones
- Enfermedad hepática o de la vesícula biliar, con o sin colelitiasis.
- Insuficiencia renal, dializados o pacientes con síndrome nefrótico.
- Fotoalergia o reacciones fototóxicas conocidas a otros fibratos.
- Asociado con maleato de perhexilina o con IMAO presenta mayor riesgo de toxicidad hepática.
- Uso concomitante con repaglinida.
- Determinar niveles de CPK en: hipertiroidismo, alcoholismo, y ancianos.

## Interacción farmacológica
- Potencia la acción de anticoagulantes cumarínicos.
- Aumenta la acción de sulfonilureas e insulina.
- Absorción disminuida con resinas de intercambio iónico (deben transcurrir dos horas entre la toma de uno y otro).
- Concomitantemente con estatinas aumenta el riesgo de rabdomiólisis.
- Considerar individualmente cada caso cuando se administra junto con estrógenos.
- Aumenta concentraciones plasmáticas de rosiglitazona y bexaroteno.
- Alta afinidad para unirse a proteínas plasmáticas dando lugar a interacciones por desplazamiento de otros fármacos.

## Reacciones adversas
Para la valoración de las reacciones adversas (RAM) se tendrán en cuenta los criterios de la CIOSM.
| Reacciones adversas al gemfibrozilo |                 | |
| Sistema implicado.                  | Grupo CIOSM.    | Tipo de reacción.                                                                                  |
| Aparato Digestivo                   | Frecuentes.     | Molestias gastrointestinales: anorexia, sensación de opresión del estómago, náuseas.               |
| Aparato Digestivo                   | Raras.          | Litiasis biliar y aumentos reversibles de las transaminasas hepáticas.                             |
| Piel y tejido subcutáneo.           | Frecuentes.     | Erupción cutánea, prurito, urticaria.                                                              |
| Piel y tejido subcutáneo.           | Raras.          | Fotosensibilidad, alopecia.                                                                        |
| Alteraciones hematológicas.         | Raras.          | Anemia, leucopenia, pancitopenia y trombocitopenia.                                                |
| Aparato genitourinario.             | Muy Frecuentes. | Ligeros incrementos en la creatinina sérica.                                                       |
| Sistema musculo-esquelético.        | Frecuentes.     | Mialgia, debilidad muscular, calambres musculares y aumentos considerables de la creatina quinasa. |
| Sistema musculo-esquelético.        | Raras.          | Rabdomiólisis.                                                                                     |
| Sistema nervioso central.           | Raras.          | Cefalea y vértigo.                                                                                 |